# Santa Cruz do Douro
Santa Cruz do Douro é uma povoação portuguesa do Município de Baião que foi sede da extinta freguesia de Santa Cruz do Douro, freguesia que tinha 9,96 km² de área e 1453 habitantes (2011), e, por isso, uma densidade populacional de 145,9 hab/km².
A freguesia de Santa Cruz do Douro foi extinta em 2013, no âmbito de uma reforma administrativa nacional, tendo sido agregada à freguesia de São Tomé de Covelas, para formar uma nova freguesia denominada União das Freguesias de Santa Cruz do Douro e São Tomé de Covelas da qual é sede.

## População
| População da freguesia de Santa Cruz do Douro | População da freguesia de Santa Cruz do Douro | População da freguesia de Santa Cruz do Douro | População da freguesia de Santa Cruz do Douro | População da freguesia de Santa Cruz do Douro | População da freguesia de Santa Cruz do Douro | População da freguesia de Santa Cruz do Douro | População da freguesia de Santa Cruz do Douro | População da freguesia de Santa Cruz do Douro | População da freguesia de Santa Cruz do Douro | População da freguesia de Santa Cruz do Douro | População da freguesia de Santa Cruz do Douro | População da freguesia de Santa Cruz do Douro | População da freguesia de Santa Cruz do Douro | População da freguesia de Santa Cruz do Douro |
| --------------------------------------------- | --------------------------------------------- | --------------------------------------------- | --------------------------------------------- | --------------------------------------------- | --------------------------------------------- | --------------------------------------------- | --------------------------------------------- | --------------------------------------------- | --------------------------------------------- | --------------------------------------------- | --------------------------------------------- | --------------------------------------------- | --------------------------------------------- | --------------------------------------------- |
| 1864                                          | 1878                                          | 1890                                          | 1900                                          | 1911                                          | 1920                                          | 1930                                          | 1940                                          | 1950                                          | 1960                                          | 1970                                          | 1981                                          | 1991                                          | 2001                                          | 2011                                          |
| 1480                                          | 1705                                          | 1919                                          | 1906                                          | 2254                                          | 2296                                          | 2468                                          | 2781                                          | 2841                                          | 2668                                          | 2251                                          | 2157                                          | 1973                                          | 1803                                          | 1453                                          |

| Distribuição da população por grupos etários | Distribuição da população por grupos etários | Distribuição da população por grupos etários | Distribuição da população por grupos etários | Distribuição da população por grupos etários | Distribuição da população por grupos etários | Distribuição da população por grupos etários | Distribuição da população por grupos etários | Distribuição da população por grupos etários | Distribuição da população por grupos etários |
| -------------------------------------------- | -------------------------------------------- | -------------------------------------------- | -------------------------------------------- | -------------------------------------------- | -------------------------------------------- | -------------------------------------------- | -------------------------------------------- | -------------------------------------------- | -------------------------------------------- |
| Ano                                          | 0-14 Anos                                    | 15-24 Anos                                   | 25-64 Anos                                   | > 65 Anos                                    |                                              | 0-14 Anos                                    | 15-24 Anos                                   | 25-64 Anos                                   | > 65 Anos                                    |
| 2001                                         | 334                                          | 268                                          | 861                                          | 340                                          |                                              | 18,5%                                        | 14,9%                                        | 47,8%                                        | 18,9%                                        |
| 2011                                         | 185                                          | 182                                          | 756                                          | 330                                          |                                              | 12,7%                                        | 12,5%                                        | 52,0%                                        | 22,7%                                        |

## Património
- Igreja Matriz de Santa Cruz do Douro
- Capela do Martírio
- Capela da Senhora da Ajuda
- Capela de São Salvador
- Casa de Agrelos, incluindo Capela, terraço com balustrada e jardim de buxo
- Casa da Capela, datada de 1756, com sua Capela de culto a São Gonçalo, registada no Paço Episcopal do Porto
- Casa de Tormes, fortemente presente na obra A Cidade e as Serras de Eça de Queirós

### Casa de Tormes
Localiza-se nesta freguesia a "Casa de Tormes" queirosiana, descrita na obra A Cidade e as Serras e onde está na actualidade instalada a Fundação Eça de Queirós.
No tempo de Eça de Queirós era chamada Casa da Quinta de Villa Nova, propriedade que em finais da década de 80 do século XIX, a sua mulher, Emília de Castro, herdou dos pais, os Condes de Resende.
Eça de Queirós esteve três vezes na casa, maio de 1892, novembro de 1895 e maio de 1898.

## Pontos de interesse
- No cemitério desta freguesia estão sepultados os restos mortais do escritor Eça de Queirós.
- Casa de São Roque, que tem como parte interna da casa a capela com o nome do santo padroeiro da casa - São Roque.